# 이세라
이세라(李世拏, 1987년 3월 18일 ~ )은 대한민국의 전직 기상캐스터. 현재는 사업가로 활동하고 있다.

## 이력
2011년 연합뉴스 TV 기상캐스터로 입사하였고 2012년 10월 한국방송공사 기상캐스터로 입사하였다.
2019년 6월 14일 KBS 뉴스 9 끝으로 여러 가지 사정으로 기상캐스터 활동을 마감했다.
2020년 7월 <미술관에서는 언제나 맨얼굴이 된다>를 출간하며 작가로 등단한다.
2022년 2월 前 KBS 김지원 (아나운서)와 공동대표로 아나운서 아카데미 <아카데미 나인>을 설립했다.

## 학력
- 광주용봉초등학교 졸업
- 전남중학교 졸업
- 안양예술고등학교 문예창작과 졸업
- 동국대학교 국어국문학 학사
- 이화여자대학교 대학원 미술사학 석사과정

## 경력
| 연도            | 사항             |
| --------------- | ---------------- |
| -               | 뉴스Y 기상캐스터 |
| 2012.10~2019.06 | KBS 기상캐스터   |

## 방송
| 연도      | 방송사 | 제목                         | 담당 (배역)       | 비고     |
| --------- | ------ | ---------------------------- | ----------------- | -------- |
| -         | KBS2   | 굿모닝 대한민국              | 기상캐스터        |          |
| 2013      | KBS1   | 가족이 부른다                | 참가자            |          |
| 2015~2019 | KBS1   | KBS 뉴스 9                   | 기상캐스터        |          |
| 2016~2019 | KBS1   | KBS 뉴스 5                   | 기상캐스터        |          |
| 2016      | KBS2   | 영화가 좋다                  | 고정출연          |          |
| 2016      | KBS2   | KBS 드라마 스페셜 - 웃음실격 | 기상캐스터 응시생 | 특별출연 |
| 2018~2019 | KBS1   | KBS 마감뉴스                 | 기상캐스터        |          |